# 1963 en Colombie-Britannique
Chronologie de la Colombie-Britannique
- 1959
- 1960
- 1961
- 1962
- 1963
- 1964
- 1965
- 1966
- 1967

Cette page concerne des événements qui se sont produits durant l'année 1963 dans la province canadienne de Colombie-Britannique.

## Politique
- Premier ministre : W.A.C. Bennett.
- Chef de l'Opposition : Robert Strachan du Nouveau Parti démocratique de la Colombie-Britannique
- Lieutenant-gouverneur : George R. Pearkes
- Législature :

## Naissances

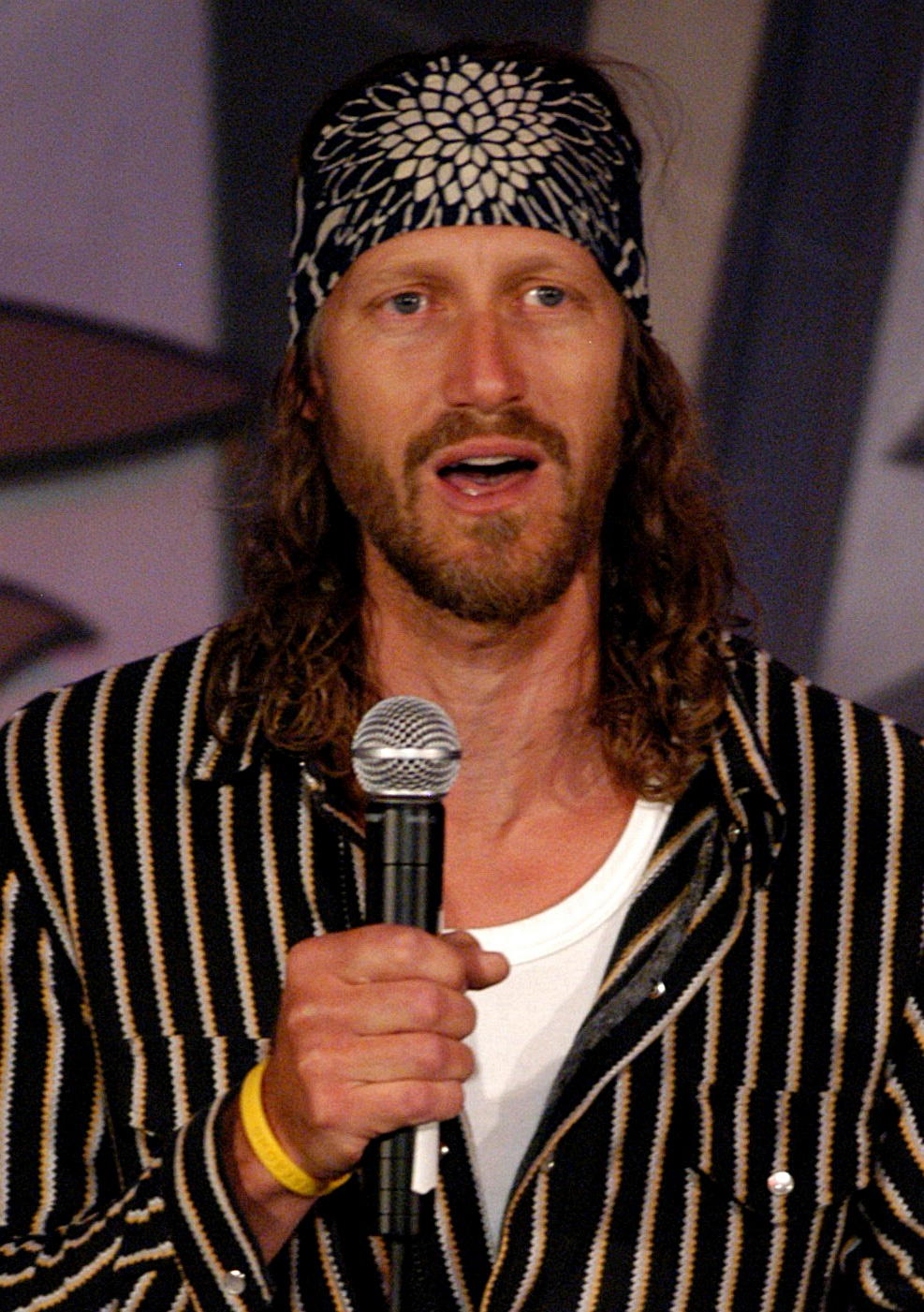
Christopher Heyerdahl.

- 11 septembre à Burnaby : Roy E. Radu, joueur canadien de rugby à XV, évoluant au poste de troisième ligne aile pour l'équipe nationale du Canada.
- 18 septembre : Christopher Heyerdahl, acteur canadien.
- 31 octobre à Port Alberni : Paul A. Cyr, mort le 19 mai 2012,  joueur professionnel de hockey sur glace[1].